# NGC 1147
NGC 1147 — несуществующий или потерянный астрономический объект в созвездии Эридан.
Был «обнаружен» американским астрономом Франком Муллером в 1886 году, описан Джоном Дрейером как «чрезвычайно тусклый, очень маленький, протяженный, есть звезда 9,5 величины в 6 угловых минутах к востоку» и внесён в Новый общий каталог. Однако, в пределах 5 градусов от указанных Муллером координат нет ничего, что соответствовало бы этому описанию. Кортни Селигман предполагает, что Муллер пытался увидеть больше, чем на самом деле было в том участке неба, и записал несуществующий объект. Также, Гарольд Корвин считал, что NGC 1147 может быть тем же объектом, что и NGC 1157, галактика, расположенная в пяти градусах к югу, но на востоке от неё нет ярких звёзд.